# Tierra verde

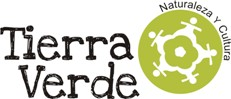
Logo de Tierra Verde.

Tierra Verde es una organización sin ánimo de lucro mexicana dedicada a la investigación y conservación de la naturaleza a través de proyectos productivos de desarrollo comunitario y socio-ambiental, la promoción de saberes y cultura ambiental y asesorías, además de promover el uso sustentable de recursos naturales, la equidad de género y el estudio y protección de zonas de suma importancia biológica. 

## Misión
Tierra Verde promueve la conservación de los recursos naturales y la conciencia ambiental, asesorando y formando a la comunidad, así como gestionando la protección de áreas importantes para la conservación que no han sido apoyadas por otras entidades u organizaciones de una manera incluyente e interdisciplinaria que promueva la participación social y la equidad de género.

## Visión
Ser una organización reconocida a nivel nacional e internacional que logre gestionar por medio de la gente la protección de los recursos naturales, teniendo un equipo interdisciplinario de investigadores, que generen proyectos con alternativas para la conservación del medio ambiente, capaz de gestionar sus propios recursos y vincularse con otras redes y organizaciones.

## Objetivos
Promover el uso sustentable de los recursos naturales a través de proyectos productivos y asesorías para diversos grupos sociales.
Fomentar y conservar una cultura ambiental por medio de la concientización social. 
Promover la conservación de áreas de importancia biológica, ambiental y cultural. 
Realizar proyectos de investigación biológica, ambiental y cultural para sustentar los estudios aplicados a la conservación del medio ambiente.